# Гейнчівка
Гейнчівка (Перша Хінчанка) — історична місцевість Житомира, колишній хутір.

## Розташування
Місцевість розташовується на північному сході відносно середмістя, у межах Богунського адміністративного району.
До Гейнчівки прилягають північна частина міста, привокзальна частина міста (зі сходу та півдня); на південний захід від Гейнчівки — центральна частина міста. Також із заходу та північного заходу до Гейнчівки прилягає історична місцевість «Новоє Строєніє» (район Сінного ринку).
Забудова житлова — переважно садибна; у східній частині місцевості — промислова. Наявні незначні території з багатоповерховою забудовою.

## Історичні відомості
Назва місцевості походить від прізвища значних житомирських землевласників Гейнчів, які мали маєток у цій місцевості.
Наприкінці XVIII ст. у районі сучасних вулиці Олени Пчілки та проїзду Кароля Гейнча постав маєток вагомої у Житомирі родини — Гейнчів. Ділянка була надана аптекареві Францу Гейнчу Житомирським магістратом у 1787 році. Ділянка розташовувалася обабіч дороги на Вереси, займаючи величезну площу — всю східну частину нинішього Житомира, сягаючи нинішнього Східного промвузла.
У 1802 р. с. Гейнчівка налічувало 50 душ кріпосних селян.
На генплані 1852 року та трьохверстовці Шуберта того ж періоду, маєток з північного заходу обмежений Старогончарною дорогою (частина якої існує досі у вигляді провулку Косачів). Маєток розташовувався в районі існуючого нині кварталу садибної житлової забудови, оточеного вулицями Східною, Монтана, Івана Мазепи, Олени Пчілки, що на плані 1852 року показані як проектні. Функцію дороги до маєтку виконував проїзд, що мав назву Хінчанський Тупик, відгалужувався від дороги на Вереси (поруч з нинішньою Київською вулицею) на північний захід. Нині це провулок Художника Канцерова. Забудова існувала в районі нинішнього перехрестя вулиць Михайла Грушевського та Івана Мазепи, показана також на двоверстовці Житомирського і Радомисльського повіту 1913 року.
Протягом XIX ст. нащадками Гейнча землі, що отримані в спадок, розділено на дві ділянки. Відтоді виділилися дві місцевості з назвою, що є первинно похідною від прізвища власників місцевості та поступово трансформувалася з Гейнчівки у Гіннесівку, затим у Хінчанку. Територія довкола маєтку Гейнчів отримала назву хутір Хінчанка Перша. Території, розташовані у східному передмісті Житомира та належали нащадкам Гейнча — Друга Хінчанка — хутір, а згодом село, що існувало як окремий населений пункт до 1971 року.
У 1906 році у Списку населених місць Волинської губернії, населений пункт зазначений одночасно як слобода «Генисовка» та слобода Хінчанка. Слобода «Генисовка» / «Хинчанка» Левківської волості Житомирського повіту знаходилася в 1/4 версти (267 м) від губернського міста Житомира та в 12 верстах (12,8 км) від волосного правління (містечка Левків), налічувала 43 двори та 144 мешканці.
На плані, складеному 1915 року, на території Гейнчівки, відомої тоді як «Хутор Хинчанка», запроектовані квартали прямокутної форми, утворені наступними проектними вулицями: продовженням тодішньої Іларіонівської (сучасна назва вулиці — Михайла Грушевського вулиця) — від вулиці Крошенської (сучасна Князів Острозьких) до залізниці, Іванівської (пізніше Чапаєва, а на даний момент Монтана вулиця) — до Східної, Прохорівської (пізніше вулиця Лесі Українки, нині вулиця Олени Пчілки) — також до залізниці прямою траєкторією від Московської вулиці (нинішньої Небесної Сотні) перетинаючи існуючий Старогончарний провулок. Також планувалася прорізка частини вулиць Міщанської (нині — Івана Мазепи) та Східної — від вулиці Київської у північному напрямку. Проте, прорізка вищевказаних вулиць відбулася лише у післявоєнні часи.
Отже, фактично, станом на 1915 рік на території хутора Хінчанка, знаходилася лише одна значна дорога, що вела з міської вулиці Київської на північ до маєтку (фрагменти сучасних провулку Художника Канцерова та проїзду Кароля Гейнча). На півночі від хутору проходив Старогончарний Шлях — із колишнього Гончарного хутора у північно-східному напрямку.
У 1920-1930-ті роки хутір Хінчанка Перша підпорядковувався Крошнє-Українській, Соколово-Гірській сільським радам; з 1930 р. — Житомирській міській раді.
Згідно з мапами, виконаними в період Другої світової війни, територія хутора все ще малозабудована. Вздовж Старогончарної вулиці (сьогодні — вулиця Олени Пчілки) постають лише декілька будинків. Також забудованим був 1-й Хінчанський Тупик.
З 1959 року хутір як окремий населений пункт не зазначається.
В 1950-1960-ті, відбувається прорізка вулиць Міщанської, Східної, Чапаєва, а також ділянки вулиці Лесі Українки, ізольованої від основної частини, згодом найменованої вулицею Олени Пчілки. Садибна житлова забудова формує квартали у межах вулиць Східної, Котовського, Крошенської, Сінної. Нові житлові квартали отримали народну назву «Байконур» — з причини тривалої неосвоєності даної території, хоч і розташованої відносно недалеко від центру міста. Східніше з'являється промисловий вузол з підприємствами «Лісмаш», дзеркальною фабрикою, тощо.
У другій половині 1960-х років та на початку 1970-х, південна частина колишнього хутора Хінчанка, а саме землі обабіч Хінчанського Тупика забудовуються багатоповерховими житловими будинками за типовими проєктами. Вихід проїзду від колишнього маєтку Гейнчів до вулиці Київської перекрито забудовою.
Протягом 1990—2000-х років розвивається забудова передусім приватного сектора Гейнчівки. Житловий фонд садибного типу 1950-х років побудови поступово реставрується під котеджну забудову. Промислова зона в кварталі, оточеному вулицями Східною-Грушевського-Транспортною, перебудовується під нові економічні реалії. В перспективі закладене перетворення частини даної промислової зони на багатоповерхову житлову забудову, із будівництвом тут 14-поверхових житлових будинків та будівель громадського призначення.

## Транспортне забезпечення
Крізь місцевість проходять значні внутріміські магістралі вулиці Івана Мазепи, Східна та Михайла Грушевського. Розвинений і громадський транспорт, у тому числі електротранспорт. Окрім міських автобусних маршрутів, по вулицях Східній та Михайла Грушевського пролягає значна кількість приміських та міжміських автобусних маршрутів завдяки розташуванню поряд автовокзалу.

## Інфраструктура

#### Навчальні та виховні заклади
- Загальноосвітня школа № 8 (майдан Згоди, 5);
- Дошкільний навчальний заклад № 10 «Золота рибка» (вул. Михайла Грушевського, 89/97).

#### Підприємства, держустанови та організації
- Житомирський районний відділ управління державної міграційної служби України в Житомирській області (вул. Михайла Грушевського, 75/114).